# بن ويليامز (حكم)
بنجامين جون ويليامز (بالإنجليزية: Benjamin Williams)‏، من مواليد 14 ابريل 1977، حكم كرة قدم أسترالي.
حكم في دوري أبطال آسيا 2007 ودوري أبطال آسيا 2008.

## روابط خارجية
- بن ويليامز على موقع Soccerway.com (الإنجليزية)
- بن ويليامز على موقع أوليمبيديا (الإنجليزية)